# Strabomantis bufoniformis
Strabomantis bufoniformis är en groddjursart som först beskrevs av George Albert Boulenger 1896.  Strabomantis bufoniformis ingår i släktet Strabomantis och familjen Strabomantidae. IUCN kategoriserar arten globalt som livskraftig. Inga underarter finns listade i Catalogue of Life.